# 王必
王必（192年前—218年），東漢末年人物，曹操起兵時即追隨曹操，是曹操手下重要文吏，死於耿紀、金禕和韋晃等引發的叛亂。

## 生平
初平三年（192年），王必奉曹操命出使長安，遭張楊攔阻，被董昭說服。董昭為曹操寫作書信給與長安諸將李傕、郭汜等。曹操重金賄賂張楊後獲得准許遣使往天子所在安邑。
王必初到長安時，李傕、郭汜等認為「關東欲自立天子，今曹操雖有使命，非其至實」，想將王必扣留。遭黃門侍郎鍾繇勸阻說：“現在群雄並起，只有曹操還想著王室。如不接受他的忠心，恐有失眾望。”傕、汜等聽從，厚加答報，接受曹操的好意。
建安三年（198年），呂布兵敗被捆至曹操跟前，呂布想向曹操效力換取活命的機會，劉備勸說：「君不見丁原、董卓之事乎？」，王必也上前勸曹操殺呂布。曹操聽後點頭道：「本來想用你，但我家主簿認為不妥，你只好去死了。」並下令縊殺呂布。
建安二十三年（218年）正月，少府耿紀、太醫令吉丕、司直韋晃與金禕等發動叛亂，趁夜攻打在許都（今河南許昌）的丞相長史王必，金禕遣人為內應，焚燒大門，並射中王必肩膀。王必不知攻打者為誰，而王必素來與金禕關係良好，於是前去金禕府邸避難，金禕家人以為在外敲門者為吉丕等人，回說：「王必死了嗎？大事已成了！」於是王必趁夜逃至安全處，等到天亮後，王必糾集潁川典農中郎將嚴匡討伐吉丕等亂黨並斬之。十餘日後，王必因傷勢未於受傷第一時間處理而感染惡化過世。遠在鄴城的曹操聽聞王必死訊後大怒，召漢朝百官到達鄴城，下令救火者站左、不救火者站右，當時的官員都認為救火沒罪，都站在左方，但曹操認為“不救火者非助亂，救火乃實賊也”，將那些官員都殺了。當耿紀等人被斬首時，耿紀行刑前大呼曹操本名說：「恨吾不自生意，竟為羣兒所誤耳！」被夷三族。

## 藝術形象
小說《三國演義》的王必只是在金禕謀反時有墨處，被司馬懿評價為「嗜酒性寬」，曹操以王必老臣忠耿為由令其統禦林軍。王必在金禕勸告下舉辦元宵節，與同僚享宴共飲時，沒想到被耿紀射傷，逃去金禕家才知道意圖，因此去曹休處禀報，最後同正史死法。

## 評價
- 曹操：「領長史王必，是吾披荊棘時吏也。忠能勤事，心如鐵石，國之良吏也。蹉跌久未辟之，捨騏驥而弗乗，焉遑遑而更求哉？故敎辟之，已署所冝，便以領長史統事如故。」[6]